# 조재희
조재희(趙在喜, 1959년 2월 17일~)는 대한민국의 정치인으로 소속 정당은 더불어민주당이다. 경상남도 하동군 출신으로 부산광역시에 위치한 배정고등학교를 졸업했다. 고려대학교에서 정치외교학과 학사 학위를 받았고 고려대학교 대학원에서 정치외교학 석사, 정치학 박사 학위를 받았다. 고려대학교 노동대학원 연구 교수를 역임한 다음에 중국 베이징 대학에서 초빙 연구원으로 근무했다. 김대중 정부 시대에는 청와대 삶의질향상기획단 기조실장을 역임했고 노무현 정부 시대에는 청와대 정책관리비서관, 국정과제비서관을 역임했다. 문재인 정부 시대에는 대통령 직속 정책기획위원을 역임했다.

## 학력
- 배정고등학교 졸업
- 고려대학교 정경대학 정치외교학 학사
- 고려대학교 대학원 정치외교학 석사
- 고려대학교 대학원 정치외교학 박사

## 경력
- 고려대학교 노동대학원 연구교수
- 전국대학강사 노동조합위원장
- 중국 베이징대학 초빙연구원
- 영국 옥스퍼드대학교 post-doc 연구원
- 대통령비서실 삶의질향상기획단 기조실장 (국민의 정부)
- 대통령직속 정책기획위원회 위원 (참여정부)
- 대통령비서실 국정과제비서관 (참여정부)
- 정보통신윤리위원회 상임위원 (참여정부)
- 열린우리당 서울특별시당 성북구 을 당원협의회 운영위원장
- 2011. 12.~ 2012. 03: 제19대 국회의원 선거 서울 송파구 병 민주통합당 국회의원 예비후보
- 2014. 10 ~ 2015. 12: 새정치민주연합 서울특별시당 송파구 병 지역위원회 위원장
- 2015. 12. ~ 2016. 05: 더불어민주당 서울특별시당 송파구 병 지역위원회 위원장
- 2015. 12. ~ 2016. 03: 제20대 국회의원 선거 서울 송파구 병 더불어민주당 국회의원 예비후보
- 2017. 05 ~ 2018. 07: 대통령비서실 정책기획실 정책관리비서관 (문재인 정부)
- 2018. 07 ~ 2021. 03: 더불어민주당 정책위원회 부의장
- 2018. 07 ~ 2021. 03: 더불어민주당 서울특별시당 송파구 갑 지역위원회 위원장
- 2021. 03 ~ 2023. 03: 제9대 한국폴리텍대학 이사장 (문재인 정부)
- 2023. 11 ~ : 더불어민주당 서울특별시당 송파구 갑 지역위원회 위원장

## 역대 선거 결과
|  | 9.99% |

|  | 25.17% |

|  | 48.02% |

|  | 45.13% |

## 수상
- 2005. 12. 황조근정훈장